# 429 v. Chr.
Portal Geschichte | Portal Biografien | Aktuelle Ereignisse | Jahreskalender | Tagesartikel

◄ |
6. Jahrhundert v. Chr. |
5. Jahrhundert v. Chr. |
4. Jahrhundert v. Chr. |
►

◄ | 440er v. Chr. | 430er v. Chr. | 420er v. Chr. | 410er v. Chr. |
400er v. Chr. |
►

◄◄ | ◄ | 432 v. Chr. | 431 v. Chr. | 430 v. Chr. | 429 v. Chr. |
428 v. Chr. |
427 v. Chr. |
426 v. Chr. |
► |
►►

## Ereignisse

### Politik und Weltgeschehen

#### Griechenland
- Winter 430/429 v. Chr.: Die Athener erobern Potidaia in Thrakien.
- März: Perikles wird in Athen noch einmal zum strategos gewählt.
- Peloponnesischer Krieg: Im Sommer beginnt die Belagerung von Plataiai unter Archidamos II., König von Sparta, die bis 427 v. Chr. dauern wird.
- Sommer: Schlacht von Spartolos. Die Athener unter ihrem Feldherrn Xenophon marschieren nach Thrakien um Chalcis anzugreifen. Nachdem sie bei Spartolos die Getreidefelder abgebrannt hatten, werden sie von einem vereinigten Heer aus Chalcis, Spartolos und Olynth zum Kampf herausgefordert. Die athenischen Hopliten sind anfangs erfolgreich, können aber nach Eintreffen von Verstärkung aus Olynth nicht mehr standhalten und werden von gegnerischer leichter Infanterie (Peltasten) und Kavallerie aufgerieben, wobei alle drei Heerführer und 480 Krieger umkommen, die Überlebenden fliehen nach Potidaia.
- Schlacht von Stratos. Der Sommer von 429 v. Chr. ist durch eine peloponnesische Offensive im Nordwesten Griechenlands gekennzeichnet. Der spartanische Nauarch Knemos wird mit der Leitung eines kombinierten Land-See-Feldzuges beauftragt, der die athenischen Verbündeten Akarnanien, Zakynthos und Kephallenia ausschalten und gleichzeitig den athenischen Flottenstützpunkt Naupaktos am Ausgang des Golfs von Korinth einnehmen soll. Knemos kann unbemerkt mit 1000 Hopliten nach Akarnanien übersetzen und marschiert zusammen mit mehreren Bundesgenossen (Ambrakier, Chaonier, Illyrer etc.)  nach Stratos, einen Verbündeten Akarnaniens. Ihr Vormarsch wird jedoch noch vor den Toren der Hauptstadt Aitoliens gestoppt, die Illyrer werden vernichtend geschlagen und die Spartaner gezwungen, zu ihrer Flotte zurückzukehren.
- Schlacht von Naupaktos. Der athenische Admiral Phormion besiegt in der Ersten Schlacht von Naupaktos mit seiner Flotte aus 20 Schiffen die zahlenmäßig überlegene Flotte aus Korinth. Die von Machaon, Isokrates und Agatharchidas kommandierte korinthische Flotte besteht aus 47 Schiffen, welche den Feldzug des spartanischen Generals Knemos in Akarnanien unterstützen soll. In der Zweiten Schlacht von Naupaktos sieht sich die athenische Flotte einer noch größeren Übermacht von 77 Schiffen der jetzt kombinierten korinthisch-spartanischen Flotte gegenüber. Erstaunlicherweise gelingt es den Athenern, ihre Gegner trotz Verlusten zum Rückzug nach Korinth zu zwingen.
- Oktober/November: Die von Knemos und Brasidas angeführten Peloponnesier mit u. a. 40 Schiffen aus Megara versuchen von Nisaia aus einen Angriff gegen Piräus. Ungünstige Winde halten sie aber von ihrem Ziel fern, so dass sie nur Salamis angreifen, deren Festung aber der Belagerung widersteht.
- Winteranfang: Der thrakische König Sitalkes dringt mit einem riesigen Heer in Makedonien ein. Perdikkas II. bewegt ihn aber durch einen geschickten heiratspolitischen Schachzug wieder zur Umkehr.
- Alliiert mit Polychna zerstören die Athener die kretische Stadt Kydonia.

#### Römische Republik
- 15. November: In Rom Beginn des Konsulats von Hostus Lucretius Tricipitinus und Lucius Sergius Fidenas.

### Kultur
- um 429 v. Chr.: Sophokles beginnt mit der Bearbeitung des Stoffes von König Ödipus.

### Katastrophen
- In Athen wütet weiterhin die im Vorjahr ausgebrochene Attische Seuche, vermutlich eine Abart der Pest, der unter anderem Perikles  im September zum Opfer fällt. Dadurch kommt es zum Machtwechsel in Athen. Der Anführer der Oppositionspartei Kleon übernimmt das Strategenamt.

## Geboren
- um 429 v. Chr.: Atheas, König der Skythen

## Gestorben
- September: Lampon, griechischer Wahrsager (* um 490 v. Chr.)
- September: Perikles, athenischer Politiker (* um 490 v. Chr.)
- Xenophon, athenischer Feldherr (* um 480 v. Chr.)